# 椿姫 (1936年の映画)
『椿姫』（つばきひめ、原題：Camille）は、1936年に製作・公開されたアレクサンドル・デュマ・フィスの同名小説に基づくアメリカ映画である。ジョージ・キューカーが監督、グレタ・ガルボ、ロバート・テイラーが主演した。

## あらすじ
詳細は「椿姫 (小説)#あらすじ」を参照

## キャスト
| 役名                             | 俳優                     | 日本語吹替 | 日本語吹替 |
| 役名                             | 俳優                     | NET版      | PDDVD版    |
| -------------------------------- | ------------------------ | ---------- | ---------- |
| マルグリット・ゴーティエ         | グレタ・ガルボ           | 里見京子   | 宮寺智子   |
| アルマン・デュヴァル             | ロバート・テイラー       | 堀勝之祐   | 花輪英司   |
| デュヴァル（アルマンの父）       | ライオネル・バリモア     | 原田一夫   | 間宮康弘   |
| ニシェット                       | エリザベス・アラン       |            |            |
| ナニーヌ（マルグリットのメイド） | ジェシー・ラルフ         |            | 柘植夏子   |
| ヴァルヴィル男爵                 | ヘンリー・ダニエル       | 家弓家正   | 古澤徹     |
| オランプ                         | レノア・ウルリック       |            | 榛田安芸   |
| プリュダンス                     | ローラ・ホープ・クルーズ |            | 桐山ゆみ   |
| ガストン                         | レックス・オマリー       |            | 井口泰之   |

- NET版：初回放送1973年11月23日
- PDDVD版：2006年発売
  - その他声の出演：織間雅之、七瀬みーな、すぎもと恭子、渡邉絵理、小浅和大
  - 演出：椿淳、翻訳：高師たまみ、調整：遠西勝三、録音：山田明寛、音響効果：恵比寿弘和／赤澤勇二、スタジオ：ビーライン、制作：ミックエンターテイメント

## スタッフ
- 監督：ジョージ・キューカー
- 製作：アーヴィング・タルバーグ、バーナード・H・ハイマン
- 脚本：ゾーイ・エーキンズ、フランシス・マリオン、ジェームズ・ヒルトン
- 撮影：ウィリアム・H・ダニエルズ（英語版）、カール・フロイント
- 音楽：ハーバート・ストサート（英語版）
- 美術：セドリック・ギボンズ
- 衣裳：エイドリアン（英語版）
- 録音：ダグラス・シアラー
- 編集：マーガレット・ブース

## 受賞・ノミネーション
- 受賞
  - ニューヨーク映画批評家協会賞 主演女優賞：グレタ・ガルボ
- ノミネーション
  - アカデミー主演女優賞：グレタ・ガルボ

## 注
1. ↑  The Eddie Mannix Ledger, Los Angeles: Margaret Herrick Library, Center for Motion Picture Study.